# Радка Стоянова
Радка Йорданова Стоянова (болг. Радка Йорданова Стоянова); нар. 7 липня 1964, Варна) — болгарська спортсменка, академічна веслувальниця, срібна призерка Олімпійських ігор з академічного веслування в двійці розпашних.

## Спортивна кар'єра
Радка Стоянова народилася в Варні. Займатися веслуванням почала в Софії у клубі «Академік».
1983 року на чемпіонаті світу у складі четвірки розпашних зі стерновою зайняла шосте місце.
Розглядалася в числі кандидатів на участь в Олімпійських іграх 1984, але Болгарія разом з декількома іншими країнами соціалістичного табору бойкотувала ці змагання через політичні причини. Стоянова виступила в альтернативній регаті Дружба-84, де завоювала срібну нагороду в вісімках розпашних.
На чемпіонаті світу 1986 року була п'ятою у складі четвірки розпашних зі стерновою.
На чемпіонаті світу 1987 року була шостою у складі вісімки розпашних.
На Олімпійських іграх 1988 Стоянова з Лалкою Берберовою завоювала срібну медаль в двійках розпашних.